# Зонино
Зонино — деревня в Медынском районе Калужской области Российской Федерации. Входит в состав сельского поселения «Село Никитское».

## Топоним
Название происходит от уменьшительного имени Зоня, производного от Зосима.

## География
Расположено находится в северной части Калужской области, в зоне хвойно-широколиственных лесов, в пределах южного склона Смоленско-Московской возвышенности, на берегу малой речки Медянки, притоке Лужи. Рядом находятся деревни Кобелево и Хорошеево, село Никитское.

### Климат
Климат населённого пункта характеризуется как умеренно континентальный, с чётко выраженными временами года. Среднегодовая многолетняя температура воздуха составляет 3,5 — 4,2°С. Абсолютный минимум температуры самого холодного месяца (января) составляет −43 °C; абсолютный максимум самого тёплого месяца (июля) — +38 °С. Среднегодовое количество атмосферных осадков составляет около 620 мм. Снежный покров устанавливается в начале января и держится в течение 135—145 суток.

## История
В Смутное время деревня была сожжена.
Входила в состав Незамаевской волости.

## Население
| 2002 | 2010 |
| ---- | ---- |
| 27   | ↗32  |

## Известные жители
Здесь, в семье приёмных родителей, рос будущий генерал-майор, Алексей Андреевич Лобачёв (1903—1964). Зонино упомянуто в его книге «Трудными дорогами»

## Инфраструктура
Личное подсобное хозяйство с зоной сельскохозяйственного использования, индивидуальная застройка усадебного типа.
Основа экономики — сельское хозяйство.

## Транспорт
Деревня доступна автотранспортом.